# وادي الثعالب
وادي الثعالب قرية سوريّة تتبع إداريّاً لمحافظة حلب منطقة عفرين ناحية شيخ الحديد، بلغ تعداد سكانها 298 نسمة حسب التعداد السكاني لعام 2004.